# أحكام القرآن (الجهضمي)
أحكام القرآن الكريم  كتاب تفسير فقهي للقرآن الكريم من تأليف أبي إسحاق إسماعيل بن إسحاق بن إسماعيل بن حمّاد بن زَيد المالكي (197هـ/ 282هـ).

## نبذة عن الكتاب
سلك فيه صاحبه مسلكا فريدا، فكان يذكر السورة، ثم يُشير إلى الآية التي فيها أحكام تشريعية بالأسانيد العالية، وقد يُدلي بدلوه ويأتي بقوله مع ما يشهد له ويدل عليه من منقول ومعقول، فتراه في كل ذلك قوي الحجة، واضحة الحجة.
ويعتبر من المؤلفات القيمة لدى الباحثين في مجال علوم القرآن والتفسير على نحو خاص، وعلوم الدعوة والعلوم الإسلامية بوجه عام حيث يدخل كتاب أحكام القرآن للجهضمي في نطاق تخصص العلوم القرآنية وعلوم التفسير ووثيق الصلة بالتخصصات الأخرى مثل أصول الفقه، والدعوة، والعقيدة. 

## موضوعات الكتاب ومنهج المؤلف فيه
مما يؤسف له أن لا يصلنا من هذا الكتاب سوى قطع مفرقة لم تتجاوز بضعًا وثلاثين ورقة، خلت من مقدمة يمهد فيها الإمام الجهضمي لمقصوده من الكتاب، واحتوت هذه القطع على تفسير آيات الأحكام لعشرة سور، وهي: النساء، المائدة، المؤمنون، النور، المجادلة، الصف، الجمعة، المنافقون، التغابن، الطلاق.
سلك في تفسيرها القاضي الجهضمي مسلكا فريدا، إذ يذكر السورة، ثم يشير إلى الآية التي فيها أحكام فقهية، فيبين أحكامها ويتطرق إلى ناسخها ومنسوخها وأوجه القراءات وما تقتضيه صنعة التفسير، ويذكر بإسهاب ما ورد فيها من أقوال السلف من صحابة وتابعين وهم عمدته في هذا الباب، يرويها بأسانيده العالية المتصلة من طريق السماع دون غيرها من طرق الرواية.
بلغ مجموع روايات الكتاب (441) رواية، وقد يورد أقواله مع ما يشهد له ويدل عليه من منقول ومعقول، ونجده في كثير من الأحيان يتعرض لنقد الأسانيد والروايات، مما يدلّ على إمامته وخبرته وعلو شأنه، هذا فضلا عن علو كعبه في علوم اللسان والآلة من لغة ونحو وصرف واشتقاق.

## مميزات الكتاب
1. اعتماده على الأسانيد وعدم ذكر الآراء مجردة.
2. اعتماده على تفسير العلماء المتقدمين من التابعين، فهو مورد من موارد معرفة كلام التابعين في هذه المسائل الفقهية.
3. احتواء الكتاب على ذكر أسباب النزول.
4. احتواء الكتاب على أوجه القراءات.
5. اعتماد المؤلف على علوم اللسان من لغة ونحو وصرف.

## طبعات الكتاب
طبعة دار ابن حزم، بتحقيق عامر حسن صبري، طبع بعام 1426هـ.